# Monsta X
I Monsta X (몬스타엑스?) sono un gruppo musicale sudcoreano formatosi a Seul nel 2015 tramite il survival show No Mercy.  All'origine la band era composta da sette membri (Shownu, Wonho, Minhyuk, Kihyun, Hyungwon, Joohoney e I.M) ma nel 2019, in seguito ad un attacco mediatico, Wonho decise di lasciare il gruppo per via di accuse provate false qualche mese dopo.
Il nome MONSTA X, seppur possa ricordare la parola "Monster" ("Mostro" - una delle prime idee avute inizialmente per battezzare la band come " I mostri della scena KPOP-) deriva in realtà dal francese col significato di "Mon" (mia) e dall'inglese "sta" (star, "stella"), la "x" indica invece un'esistenza ignota.
I Monsta x si sono distinti nell'industria kpop per essere stati il primo gruppo sud coreano a rilasciare un album interamente in lingua inglese "All about Luv " come regalo all'affiatatissima fanbase presente negli Stati Uniti e nel resto del mondo. L'innovativo album inglese è riuscito a piazzarsi in quinta posizione nella classifica top 100 Billboard.

## Storia

### 2014–2015:No.Mercy
Il gruppo è stato formato come risultato di un reality show ad eliminazione chiamato No.Mercy, lanciato da Starship Entertainment e Mnet nel dicembre 2014.
Nel corso di dieci episodi, dodici concorrenti -tredici dopo che I.M si è unito alla competizione nell'episodio 8- si sfidano in svariati stages di canto/rap e ballo sotto gli occhi attenti dei giudici (Hyolyn, K.Will, Mad Clown e Soyou) che ne valutano le abilità, classificandoli di volta in volta dal 1° al 12°.
Oltre alla presenza della giuria, altri artisti come Rhymer, San E, Giriboy e Genius Nochang hanno fatto apparizione durante il programma, partecipando alle missioni e contribuendo alla valutazione dei trainee.

### 2015: Debutto con Trespass e primo comeback con Rush
il 14 maggio 2015 i MONSTA X debuttano ufficialmente con il mini album Trespass, il quale include sette tracce, tra cui le già citate "interstellar e No.exit". Il rapper Joohoney (che al tempo utilizzava il nome "Jooheon") è stato il membro più coinvolto nella produzione dell'album componendo diverse canzoni, tra cui "One Love", "Steal Your Heart" e "Blue Moon", con l'aiuto degli altri membri (Wonho, Kihyun e I.M) nella stesura dei testi.
Il 1 settembre, il gruppo torna con il secondo mini album: "Rush", composto da sei tracce. La produzione dell'album vede la partecipazione di Giriboy, Mad Clown, Crybaby e Rhymer, con il contributo dei membri Jooheon e I.M per le parti rap, incluse quelle della title. il video musicale di quest'ultima è stato diretto da Joo Hee-sun mentre ad idearne la coreografia fu Keone.
Nel 2015, i Monsta X hanno fatto la loro prima apparizione negli Stati Uniti esibendosi al KCON 2015 a Los Angeles.
I Monsta X hanno ricevuto il premio 'Next Generation Asian Artist' agli Mnet Asian Music Awards (2015) e il '1theK Performance Award' ai Melon Music Awards 2015.

### 2016:The Clan Pt. 1 LosteThe Clan Pt. 2 Guilty
Nel gennaio 2016, il gruppo si è unito a un nuovo programma intitolato “Monsta X Right Now!”. Nell'aprile 2016, il gruppo ha partecipato a un programma di sopravvivenza cinese chiamato Heroes of Remix, andato in onda a giugno sulla televisione Jiangsu. Lo spettacolo organizza una competizione di remix nel programma e ciascuno dei partecipanti riceve una lezione dal suo mentore assegnato ed esegue il pezzo remixando la musica cinese rappresentativa. I Monsta X sono apparsi anche in un dramma web cinese Good Evening, Teacher, ricevendo risposte positive dai telespettatori locali.
Il terzo album, The Clan Pt. 1 Lost, è uscito il 18 maggio con la title track "All In". L’MV, è stato diretto dal regista Shin Dong-keul, un ex vincitore al Canada International Film Festival, noto per il suo stile sognante ed euforico nella produzione di video musicali. L'album ha debuttato al numero cinque della classifica degli album mondiali di Billboard e vi è rimasto per due settimane consecutive. Il 9 maggio, il gruppo ha pre-pubblicato una delle canzoni dell'album, "Ex girl" con Wheein of Mamamoo. The Clan Pt. 1 Lost è il primo della trilogia di album, intitolata The Clan.
A luglio, i Monsta X hanno tenuto il loro primo concerto, The First Live "X-Clan Origins" dal 16 al 17 luglio, che è andato tutto esaurito in cinque minuti.
Il quarto album esteso dei Monsta X e la seconda parte della serie The Clan intitolata The Clan Pt. 2 Guilty, è stato rilasciato il 4 ottobre. L'EP contiene sei tracce inclusa la title track "Fighter". A dicembre, il gruppo ha ricevuto il premio Best of Next Male Artist agli Mnet Asian Music Awards 2016.

### 2017: Primo album, debutto giapponese e primo tour mondiale
Nel gennaio 2017, il gruppo ha lanciato il proprio spettacolo chiamato Monsta X-Ray tramite JTBC2. A marzo, i Monsta X hanno pubblicato il loro primo album in studio e la parte finale della serie The Clan intitolata The Clan Pt. 2.5: The Final Chapter con la title track "Beautiful". L'album ha debuttato al numero uno della Billboard World Albums Chart e al numero dieci della Billboard's Heatseekers Albums Chart e la title track "Beautiful" ha debuttato al numero quattro della Billboard World Digital Song Sales Chart.
Il 17 maggio, i Monsta X hanno fatto il loro debutto in Giappone sotto la nuova etichetta della Universal Music Mercury Records Tokyo con il loro primo singolo giapponese, "Hero", e un'altra versione giapponese del brano coreano precedentemente pubblicato dal gruppo, "Stuck". Il singolo raggiunse il numero due della classifica settimanale dell'Oricon, il numero uno della classifica della Tower Records e il numero due della classifica settimanale di Billboard Japan. "Hero" è l'unico album singolo di un artista straniero che ha debuttato nel 2017 a entrare tra i primi tre delle classifiche settimanali di Oricon.
Il 19 giugno, i Monsta X hanno rilasciato una riedizione di The Clan Pt. 2.5: The Final Chapter chiamato Shine Forever che presenta le canzoni originali dell'album e due canzoni extra "Shine Forever" e "Gravity". Il video musicale di "Shine Forever" è stato rilasciato il 19 giugno. La canzone del titolo, "Shine Forever" include testi rap scritti dai membri Jooheon e I.M, che combinano il future bass e l’hip-hop. Il gruppo ha iniziato il suo primo tour mondiale, Beautiful, a giugno. I Monsta X hanno mandato in onda la seconda stagione di Monsta X-Ray a luglio. Inoltre, hanno pubblicato una canzone estiva, "Newton", il 27 luglio. Il video musicale della canzone è stato prodotto da Yoo Sung-kyun dei SUNNYVISUAL.
Il 23 agosto uscì il loro secondo singolo giapponese, "Beautiful". Il singolo album contiene la versione giapponese di "Beautiful" e "Ready or Not". Ha raggiunto il numero uno nella classifica giornaliera di Oricon. Il 7 novembre è uscito il loro quinto album intitolato The Code con la title track "Dramarama". Il giorno dell'uscita dell'album, MONSTA X COMEBACK SHOW-CON si è tenuto alla Jangchung Arena. In seguito, il 14 novembre, hanno vinto il loro primo premio per la trasmissione musicale attraverso The Show di SBS MTV, con "Dramarama". Il 18 dicembre, il gruppo ha rilasciato il singolo speciale "Lonely Christmas" come rilascio speciale a sorpresa per le vacanze natalizie per i loro fan. La canzone è stata scritta, prodotta e co-composta da Jooheon.

### 2018: Secondo tour mondiale, album giapponese eTake.1 Are You There?
Il 13 gennaio, il gruppo ha servito come tedoforo alle Olimpiadi invernali di Pyeongchang 2018. Il 31 gennaio, il gruppo ha pubblicato il terzo singolo album giapponese e la prima canzone originale giapponese "Spotlight" con un'altra versione giapponese del brano coreano precedentemente pubblicato, "Shine Forever".
A febbraio il gruppo ha annunciato il suo secondo tour mondiale, The Connect, con il primo spettacolo tenuto a Seoul alla Jang Chung Arena il 26 e 27 maggio. Il 26 marzo, il gruppo ha pubblicato il sesto mini album The Connect: Dejavu contenente sette tracce con la traccia principale "Jealousy", e le canzoni "If Only", co-scritta da Wonho, e "Special", co-scritta da Jooheon. "Jealousy" è stata prodotta da Hayden Bell, Shane Simmons e Harry Sommerdahland. Con questo ritorno, hanno vinto di nuovo un premio attraverso The Show di SBS MTV.
Il 25 aprile, hanno pubblicato il loro primo album in studio giapponese Piece con la traccia principale "Puzzle", contenente le canzoni originali dei loro precedenti album singoli giapponesi e quattro canzoni aggiuntive. Piece ha raggiunto il primo posto nella classifica di tutti i negozi di Tower Records, il numero tre nell'album settimanale di Oricon e nella classifica settimanale di Billboard Japan. Il 27 aprile hanno iniziato il loro primo tour in Giappone a Nagoya. Il 2 maggio hanno partecipato al festival culturale, C-Festival 2018 come ambasciatori per la sua promozione, tenuto dal Ministero degli Affari Esteri, l'Ambasciata della Thailandia (Ambasciata della Repubblica di Corea), Gangnam-gu.
Il 1º agosto, i Monsta X hanno pubblicato un video musicale per il loro ritorno in Giappone, "Livin 'It Up". Il singolo è stato pubblicato il 12 settembre.
Il 22 ottobre, i Monsta X hanno pubblicato la prima parte del loro secondo album in studio Take.1 Are You There? con la canzone "Shoot Out". Il 9 novembre è stata rilasciata una versione inglese di "Shoot Out".

### 2019:Take.2 We Are Heree successo internazionale
Il 20 gennaio, i Monsta X hanno pubblicato la seconda parte del loro secondo album in studio Take.2 We Are Here insieme al singolo "Alligator". A partire da Febbraio 2019, Jooheon ha cambiato il suo nome d'arte per le attività inglesi in Joohoney. A marzo, i Monsta X hanno collaborato con il produttore musicale Steve Aoki per il brano "Play It Cool" e la sua versione inglese.
Il 27 maggio, i Monsta X sono stati inseriti da Cartoon Network in un episodio della serie animata, We Bare Bears. Il 28 maggio, i Monsta X hanno firmato con Epic Records per le loro registrazioni in lingua inglese e la distribuzione al di fuori della Corea del Sud. Il 14 giugno, i Monsta X hanno pubblicato una nuova canzone inglese chiamata "Who Do U Love?" con il rapper French Montana. Il 20 settembre, il gruppo ha pubblicato un'altra canzone inglese chiamata "Love U" e una versione remix di "Who Do U Love?" di will.i.am.
Il 27 settembre, il gruppo ha annunciato di partecipare all'iHeartRadio Jingle Ball Tour. Il 4 ottobre, i Monsta X hanno pubblicato un'altra canzone in inglese intitolata "Someone's Someone" co-scritta dai membri di Before You Exit e da Shownu dei Monsta X. Il 28 ottobre, il gruppo ha pubblicato il settimo EP Follow: Find You contenente otto tracce con i singoli principali "Find You" e "Follow".
Il 4 dicembre, il gruppo si è esibito agli Mnet Asian Music Awards 2019 al Nagoya Dome in Giappone. A dicembre, il gruppo ha pubblicato "Magnetic", in collaborazione con il cantante colombiano Sebastián Yatra. Il gruppo si è anche esibito al festival MDL Beast in Arabia Saudita, eseguendo tredici canzoni inclusa l'esecuzione di "Play It Cool" insieme a Steve Aoki.

### 2020:All About Luv,Fantasia XeFatal Love
L'11 gennaio, Joohoney ha annunciato che avrebbe preso una pausa dal gruppo per concentrarsi sulla sua salute mentale e i suoi problemi di ansia.
Il giorno di San Valentino, i Monsta X hanno pubblicato il loro sesto album in studio e il primo album interamente in inglese, All About Luv. Ha debuttato al numero cinque della Billboard 200 degli Stati Uniti.
A marzo, il gruppo ha donato 100 milioni di won a Good Neighbors, un'organizzazione di beneficenza che aiuta le famiglie a basso reddito in Corea del Sud.
Il 30 marzo, il gruppo ha pubblicato il settimo singolo giapponese, "Wish on the Same Sky", prima dell'uscita fisica del singolo album con lo stesso nome il 15 aprile. Al debutto, si è classificato al primo posto nella classifica settimanale della Tower Records e numero due su Billboard Japan. Si è classificato al primo posto nella classifica generale della prima metà del 2020 nella classifica Tower Records.
Il 26 maggio, il gruppo ha avuto il suo primo ritorno coreano dell'anno, con il debutto dell'ottavo EP, Fantasia X, con il primo singolo "Fantasia". Prima di questo ritorno, Joohoney si era riunito alle promozioni con il gruppo.
Il gruppo aveva annunciato un quarto tour mondiale, slittato a causa del COVID-19. Non potendo esibirsi ai concerti di persona, hanno partecipato all'evento KCON in live streaming, K: CONTACT 2020. Hanno anche annunciato che avrebbero tenuto un concerto in streaming dal vivo, Live From Seoul With Luv. Il concerto era inizialmente previsto per il 25 luglio, ma è stato riprogrammato per l'8 agosto, per consentire a Shownu di riprendersi da un intervento chirurgico inaspettato a cui era stato sottoposto. Hanno tenuto l'evento attraverso la piattaforma di streaming LiveXLive e hanno eseguito diverse canzoni dal loro album in lingua inglese, All About Luv, così come diverse dal loro più recente EP coreano, Fantasia X e alcuni brani precedenti.

### 2021: Flavors of Love e One of A Kind
A gennaio, il gruppo è stato annunciato come promoter globale per il marchio di cosmetici Urban Decay. Il gruppo è stato anche annunciato come uno degli artisti presenti sulla nuova piattaforma Universe di NCSoft, a cominciare da una serie originale chiamata Area 51: The Code.
Il 10 marzo il gruppo ha rilasciato un nuovo singolo giapponese, contenente "Wanted" e un'altra traccia originale intitolata "Neo Universe". Entrambe le canzoni sono presenti nel loro terzo album giapponese, Flavors of Love, insieme ai singoli rilasciati nel 2020 e a 5 nuove canzoni inedite.

## Controversie
Il 31 ottobre 2019, in seguito ad alcune dichiarazioni false dell'ex amico Jung Da-eun, Wonho lascia il gruppo. Egli viene infatti accusato per mezzo di Han Seo-hee (precedentemente coinvolta nello scandalo di T.O.P dei Big Bang e B.I degli Ikon relativi al consumo di droghe) di detenzione giovanile e di aver mancato il pagamento di un debito nei confronti dell'amico Jun Da-eun.
Il giorno dopo, il 1º novembre 2019, Wonho lascia anche l'agenzia di intrattenimento Starship Entertainment e viene coinvolto in accuse per consumo di marijuana.
Il 14 marzo 2020, dopo 5 mesi di indagini da parte della squadra investigativa sulla droga di Seoul, Wonho viene assolto da tutte le accuse.
Due giorni dopo viene pubblicata da Dispatch un'intervista esclusiva fatta da Wonho, in cui chiarisce il suo passato e si scusa nuovamente per aver fatto preoccupare i fans.
Il 9 aprile 2020, Wonho e l'agenzia coreana Highline Entertainment (agenzia filiale della Starship Entertainment) hanno annunciato di aver firmato un contratto esclusivo come artista solista.

## Formazione
- Minhyuk (민혁) – voce (2015-)
- Kihyun (기현) – voce (2015-)
- Hyungwon (형원) – (2015-)
- Joohoney (주헌?) – rapper (2015-)
- I.M (아이엠?) – rapper, voce (2015-)

Membri inattivi
- Shownu (쇼뉴?) – leader (2015-inattivo)[8]

Ex-membri
- Wonho (원호?) – voce (2015-2019)

## Discografia

### Album in studio
- 2017 – The Clan Pt. 2.5: The Final Chapter
- 2018 – Piece
- 2018 – Take.1 Are You There?
- 2019 – Take.2 We Are Here
- 2019 – Phenomenon
- 2020 – All About Luv
- 2020 – Fatal Love
- 2021 – Flavors of Love
- 2021 – The Dreaming

### EP
- 2015 – Trespass
- 2015 – Rush
- 2016 – The Clan Pt. 1 Lost
- 2016 – The Clan Pt. 2 Guilty
- 2017 – The Code
- 2018 – The Connect: Dejavu
- 2019 – Follow: Find You
- 2020 – Fantasia X
- 2021 – One of a Kind
- 2021 – No Limit
- 2022 – Shape of Love
- 2023 – Reason

## Tour e concerti

### Tour asiatici
- The First Live "X-Clan Origins" (2016-2017)
- Japan First Live Tour "Piece" (2018)

### Tour mondiali
- Beautiful World Tour (2017)
- The Connect World Tour (2018)
- We Are Here World Tour (2019)

### Tour virtuali
- Live From Seoul With Luv (2020)